# بلن
بلن (به آلمانی: Beelen) یک شهر در آلمان است که در Warendorf واقع شده‌است. بلن ۶٬۴۱۸ نفر جمعیت دارد.